# Federal Way (Washington)
Federal Way es una ciudad ubicada en el condado de King en el estado estadounidense de Washington. En el año 2000 tenía una población de 88.760 habitantes.

## Geografía
Federal Way se encuentra ubicada en las coordenadas 47°18′46″N 122°20′21″O / 47.31278, -122.33917.

## Demografía
Según la Oficina del Censo en 2000 los ingresos medios por hogar en la localidad eran de $49.278, y los ingresos medios por familia eran $55.833. Los hombres tenían unos ingresos medios de $41.504 frente a los $30.448 para las mujeres. La renta per cápita para la localidad era de $22.451. Alrededor del 9,3% de la población estaban por debajo del umbral de pobreza.